# Eucteniza atoyacensis
Eucteniza atoyacensis là một loài nhện trong họ Cyrtaucheniidae. Loài này phân bố ờ México.